# Viêm túi mật
Viêm túi mật, tiếng Anh: Cholecystitis (tiếng Hy Lạp, cholecyst-, "gallbladder"-"túi mật", kết hợp với các hậu tố -itis, "inflammation"-"viêm") là một bệnh lý liên quan đến tình trạng viêm của túi mật. Mặc dù hầu hết những người bị sỏi mật không có triệu chứng và không tiếp tục phát triển thành viêm túi mật, viêm túi mật thường xảy ra nhất do sự tắc nghẽn của ống nang với sỏi mật. Tắc nghẽn này gây ứ động mật trong túi mật và làm tăng áp lực trong túi mật, dẫn đến đau bụng ở phía trên bên phải. Mật tích tụ, tăng áp lực làm giãn đường mật, kích thích nhiễm trùng vi khuẩn và làm bong thành ống mật, gây viêm và phù nề túi mật. Viêm và 
phù nề túi mật dẫn đến giảm lưu lượng máu bình thường đến các khu vực của túi mật, có thể dẫn đến hoại tử tế bào do thiếu oxy.
Yếu tố nguy cơ sỏi mật và viêm túi mật là tương tự, bao gồm quan hệ tình dục ở nữ, tuổi già, mang thai, sử dụng thuốc tránh thai, béo phì, đái tháo đường, chủng tộc (Bắc Mỹ), giảm cân đột ngột. Chẩn đoán viêm túi mật dựa trên các triệu chứng đặc trưng như đau bụng vùng thượng vị, buồn nôn, nôn mửa và sốt cũng như các xét nghiệm cận lâm sàng cho thấy tăng lượng bạch cầu. Siêu âm bụng thường cũng được sử dụng trong chẩn đoán. Viêm túi mật không biến chứng thường có tiên lượng tốt. Tuy nhiên, hơn 25% bệnh nhân phải phẫu thuật hoặc phát triển thành các biến chứng nặng hơn. Việc chẩn đoán muộn viêm túi mật cấp tính làm tăng tỷ lệ mắc bệnh và tử vong. Sỏi mật và viêm túi mật thường song hành với nhau và có thể tái phát nhiều lần.

## Các dấu hiệu và triệu chứng
Hầu hết những người bị sỏi mật không có triệu chứng. Khi sỏi liên tục bị kẹt trong ống nang,  gây đau bụng mật. Đau bụng mật là đau bụng ở hạ sườn phải hoặc vùng thượng vị, thường đau liên tục kịch phát từng cơn, xảy ra sau khi ăn thực phẩm nhiều dầu mỡ hay chất béo, dẫn đến buồn nôn và/hoặc nôn mửa. Những người bị viêm túi mật ban đầu thường xuất hiện triệu chứng đau bụng mật trước khi phát triển viêm túi mật. Các triệu chứng của viêm túi mật tương tự như cơn đau quặn mật nhưng cơn đau trở nên trầm trọng hơn và liên tục. Buồn nôn và nôn thường xảy ra ở 75% những người bị viêm túi mật.  Ngoài đau bụng, cơn đau có thể lan lên vai và mặt.
Khám thực thể với triệu chứng chung sốt. Một túi mật bị viêm nặng thường có vỡ khi chạm vào. Khoảng 25-50% có thể sờ thấy túi mật bị viêm từ bên ngoài do sự gia tăng kích thước của túi mật. Đau tăng khi thở sâu.  Khi ấn vào góc phần tư phía trên bên phải của bụng cũng gây ra đau (dấu Murphy). Dấu Murphy thường thường gặp trên lâm sàng, nhưng không cụ thể đối với viêm túi mật.  Vàng da có thể xảy ra nhưng thường là nhẹ, và nếu nghiêm trọng, cho thấy một nguyên nhân của các triệu chứng như sỏi mật.  Bệnh nhân cao tuổi và những người có bệnh tiểu đường, bệnh mãn tính, hoặc những người suy giảm miễn dịch thường triệu chứng mơ hồ, có thể không sốt hoặc đau cục bộ.

## Nguyên nhân và bệnh lý học
Viêm túi mật thường được gây ra bởi sỏi mật, thường nằm trong ống túi mật. Điều này sẽ dẫn đến việc cô đặc dịch mật, ứ trệ mật, và nhiễm khuẩn thức cấp từ các sinh vật trong ruột, chủ yếu là các loài E. coli và Bacteroides.
Thành túi mật bị viêm nhiễm. Trong một vài trường hợp có thể dẫn đến hoại tử và vỡ túi mật. Sự viêm nhiễm thường lan ra lớp ngoài, do đó kích thích các cấu trúc xung quanh như cơ hoành và dạ dày.